# Jorubowie

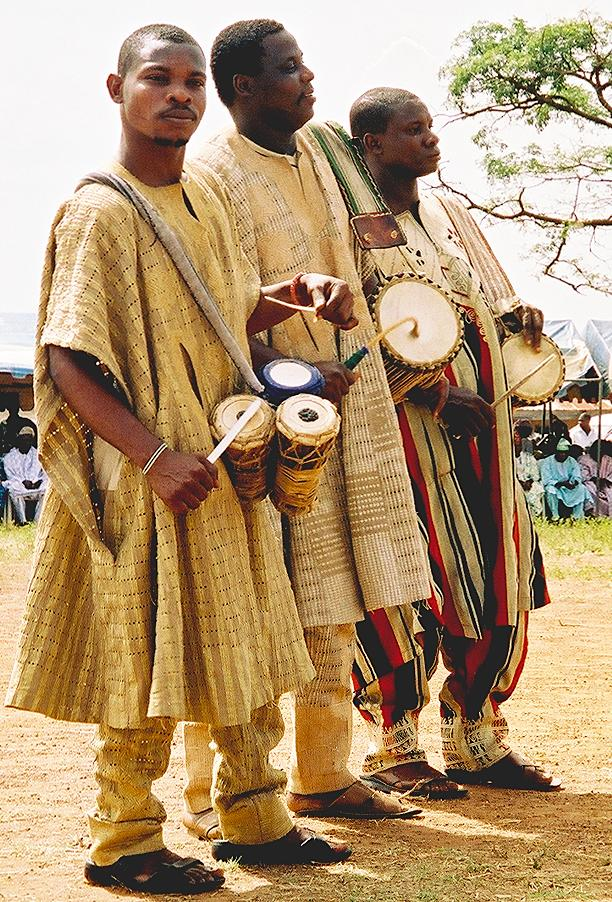
Muzycy ludu Joruba w tradycyjnych strojach

Jorubowie, Joruba, Ọmọ Yorùbá – lud afrykański (populacja ok. 45 milionów osób – 2017), posługujący się językiem joruba z wielkiej rodziny nigero-kongijskiej (według niektórych klasyfikacji język ten należy do podrodziny kwa). Zamieszkują zachodnią część Afryki, największe skupiska w Nigerii, Beninie i Togo. Większość Jorubów mieszka obecnie w miastach, trudniąc się handlem i rzemiosłem (tkactwo, kowalstwo, rzeźba). Jorubowie mieszkający na wsi oprócz rolnictwa zajmują się tradycyjną sztuką ludową (rękodziełem).
Jorubowie mają bogate tradycje historyczne i kulturowe. Jeszcze przed okresem kolonizacji europejskiej stworzyli cały system miast-państw, zarządzanych przez wspólnotę wodzów pod przywództwem władcy świętego według ich wierzeń miasta Ife.
Sztuka Jorubów stoi na wysokim poziomie, znane są zwłaszcza wizerunki bóstw sporządzane z brązu oraz rytualne maski, dużą popularnością cieszą się ręcznie tkane makaty z motywami afrykańskimi i mitologicznymi.
Spora część Jorubów oparła się zarówno chrystianizacji, jak i islamizacji, i wciąż pozostaje przy tradycyjnych wierzeniach. Ich mitologia i kultura jest obecna również na innych kontynentach, zwłaszcza w Ameryce Łacińskiej, co jest efektem wywozu z Afryki niewolników należących do tego właśnie ludu. Na Kubie, w nowych warunkach, zwłaszcza przy dużym nacisku na przyjęcie religii katolickiej, duchowość ta ewoluowała w kierunku synkretycznego kultu santeria. W Brazylii wierzenia Jorubów stały się podstawą religii afrobrazylijskiej – candomblé, w nieznacznym stopniu synkretycznej z wierzeniami chrześcijańskimi. Jorubowie mają bardzo dobrze rozwiniętą mitologię, znani są też z należących do sfery kultowej wróżbiarstwa i zielarstwa.